# Водна кула (Лозенец)
Водната кула в квартал Лозенец е една от емблематичните сгради на българската столица София. През 2022 г. получава статут на единична недвижима културна ценност. Кулата е разположена откъм улица „Галичица“ в кварталната градина между улиците „Плачковица“, „Галичица“, „Свети Теодосий Търновски“ и булеверд „Джеймс Баучер“.

## История
По своето предназначение тя представлява водонапорна кула, проектирана от немския хидроинженер Франц Залбах. Софийската община в началото на XX век изпитва сериозни затруднения с водоснабдяването в по-високите точки на града, затова възлага на инженер Франц Залбах да изгради подходящо съоръжение. Залбах има за цел да изследва планината Витоша в хидравлично отношение и да направи проект за увеличаване на водоснабдяването на града. Проектът е готов в края на 1903 г., като за място на изграждането на водонапорната кула е избрана най-високата точка на Лозенец, намираща се в местността Кръста, с надморска височина около 610 m, докато средната надморска височина в София е 550 m. Заради войните и последвалата икономическа разруха, строежът на водната кула се забавя с около 20 години. Строителството ѝ започва на 20 септември 1928 г. и завършва на 20 ноември 1929 г. Залбах прилага френската система за строителство на водни кули с армиран бетон и тухлена зидария. Водният резервоар е позициониран 15 m по-високо от най-високата теренна кота 610,40 m. Обемът му е 100 m3, а височината на кулата е 27 m. Заедно с Рилския водопровод, официално пуснат в експлоатация на 13 април 1933 г., водната кула в продължение на дълги години подпомага водоснабдяването в столицата, създавайки допълнителен воден напор.
С развитието на хидротехнологиите водната кула става ненужна и употребата ѝ в първоначалното ѝ предназначение е преустановена. Цялата фасада е обраснала с бръшлян.
В сградата се провеждат арт-инсталации и изложби, започнали като инициатива през 2006 г. на едноименния фестивал за съвременно изкуство Водна кула арт фест.

## Архитектура
Кулата е изящна с тераса на върха, опасана с красив метален парапет. В миналото оттам се разкрива 360-градусова панорама с гледка към Витоша и към центъра на града, но по-късно голяма част от гледката е закрита от околните високи сгради. На терасата се излиза през масивна метална врата с прозорец. До покрива се стига по вътрешна метална спираловидна стълба с няколко междинни площадки. Стълбището е осветено от дневна светлина чрез няколко прозорци с метални рамки. Стълбището се поддържа от масивна хексагонална колона, която като централна ос преминава през цялата кула.